# Gadhimaifestivalen

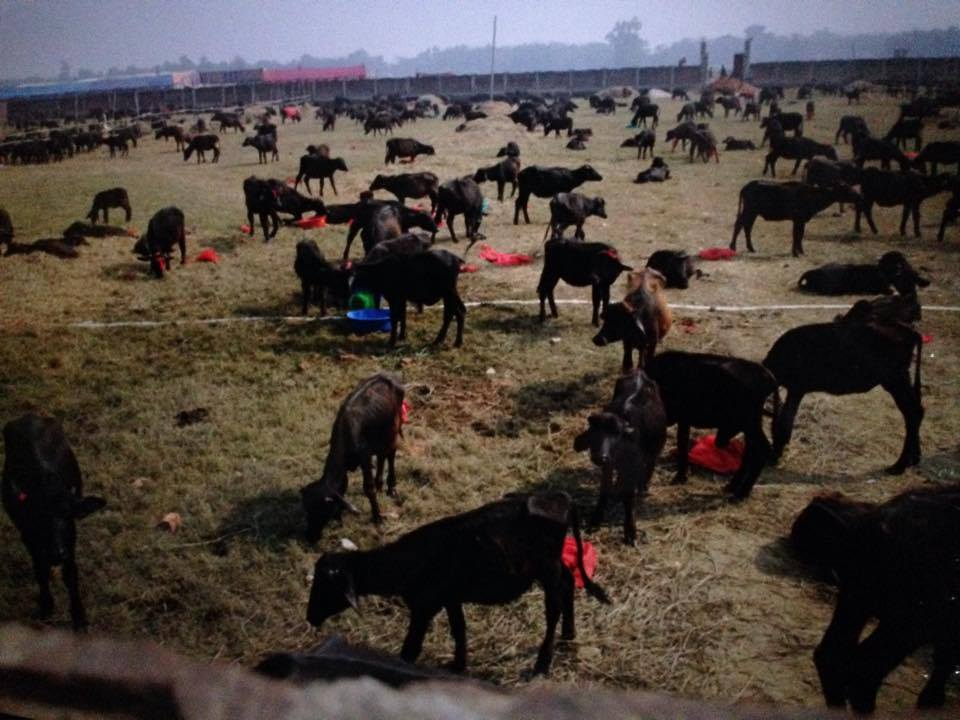
Gadhimaifestivalen

Gadhimaifestivalen hålls i det hinduistiska Gadhimaitemplet i Bariyarpur, i Bara-distriktet i Nepal, vart femte år. Ungefär fyra miljoner människor deltager i festivalen, som har hållits i flera hundra år. Under festivalen offras runt 500.000 offerdjur; vattenbufflar, grisar, kycklingar, getter och fåglar som en hyllning till styrkans gudinna - Gadhimai.